# Plodivý blanket
Plodivý blanket (jinak fúzní blanket, lithiový blanket nebo jen blanket, anglicky: Breeding Blanket) je zařízení využívané především v jaderné energetice či v jaderném výzkumu. V jaderných fúzních reaktorech jde většinou o vrstvu lithia sloužící k pohlcování přebytečných neutronů z deuterio-tritiové fúze a jejich využívání k výrobě tritia pro podporu dalšího vývoje reakce. Často slouží také pro pohlcování/odstínění příliš vysokoenergetických neutronů a zabránění jejich opuštění reaktor. Většinou pracuje podle rovnice:
{\displaystyle {\ce {^{6}_{3}Li + n -> ^{4}_{2}He +^{3}_{1}H}}}